# ای‌اس-۲۰۲ براوو
ای‌اس-۲۰۲ براوو (به انگلیسی: FFA_AS-202_Bravo) یک هواگرد ملخ‌پیشین تک‌موتوره از نوع Civil light aircraft ساخت شرکت FFA/SIAI-Marchetti است. هواگرد ای‌اس-۲۰۲ براوو نخستین پروازش را در ۹ مارس ۱۹۶۹ میلادی انجام داد. در مجموع، تعداد ۲۱۴ فروند از این هواگرد ساخته شده‌است.